# Demetrio di Faro
Demetrio di Faro (Lesina, ... – Messene, 214 a.C.) è stato un politico illiro.

## Biografia

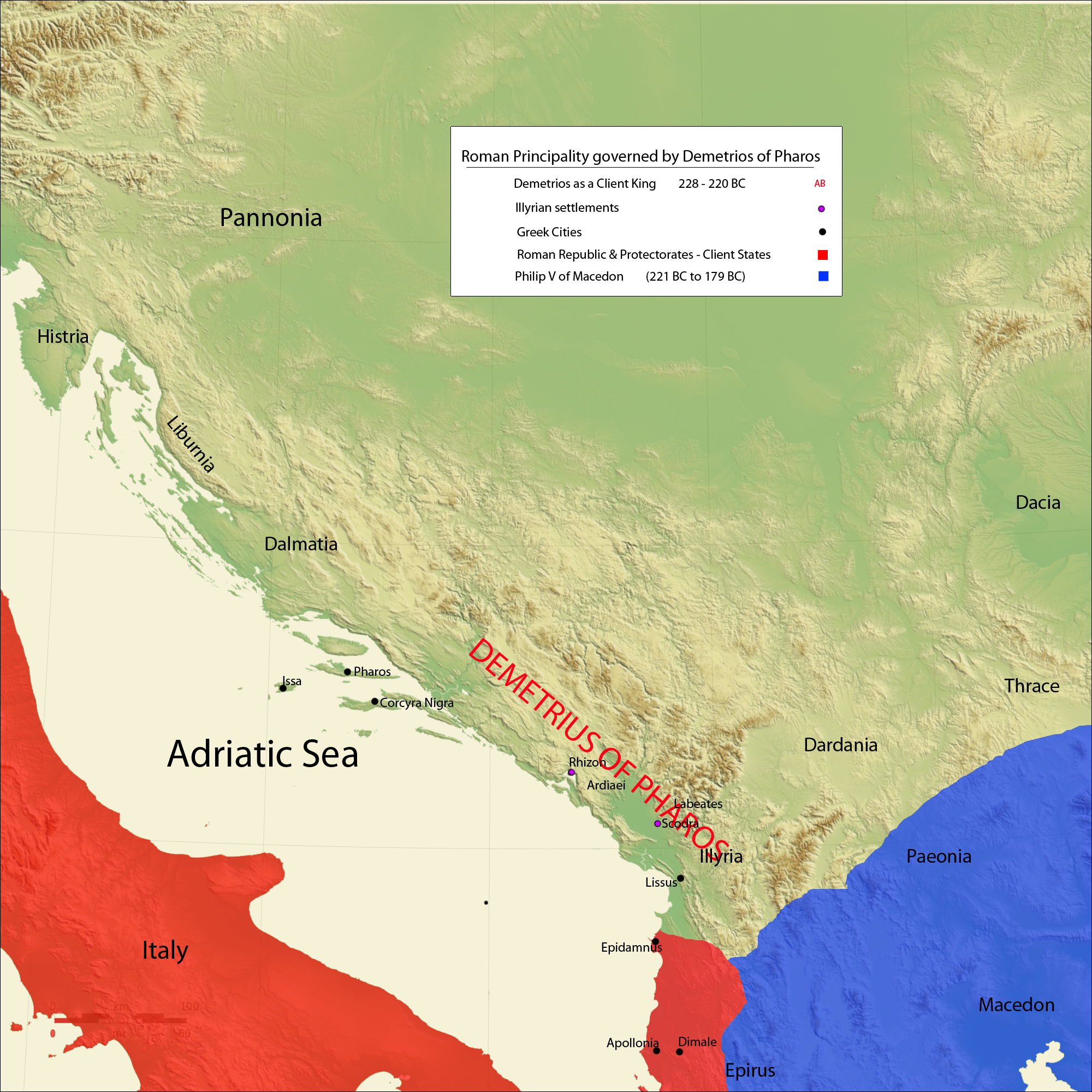
Regno di Demetrio di Faro (228-220 a.C.)

Nato nella colonia greca di Pharos, l'odierna isola di Lesina (Hvar) in Croazia, dopo la morte di Agron, re dell'Illiria nel 230 a.C. o nel 231 a.C. divenne governatore dell'isola, sotto la reggenza della regina Teuta.
Demetrio aveva sposato Triteuta, la prima moglie del re Agron e madre del re Pinne, re di diritto, anche se non di fatto.

### Prima guerra illirica
Continuando la politica aggressiva di Agron, gli Illiri nel 229 a.C. assediarono e in breve tempo conquistarono Corcira (la attuale Corfù) e Demetrio fu nominato governatore.
Subito dopo, proprio all'inizio della Prima guerra illirica, Demetrio tradì la regina Teuta, consegnò Corcira ai Romani e si unì a loro nella campagna militare.
Alla conclusione del conflitto i Romani lo nominarono re di quello che rimaneva del regno illirico, ma con la presenza di numerose guarnigione romane, dato che non ne avevano piena fiducia.

### Seconda guerra illirica
Successivamente, Demetrio si alleò con il re macedone Antigono Dosone e lo aiutò nella guerra contro Cleomene III, re di Sparta. Riteneva in questo modo di essersi assicurato il potente appoggio della Macedonia; al tempo stesso pensava che Roma fosse troppo impegnata con la conquista della Gallia Cisalpina e con il crescente confronto con Cartagine ed Annibale per occuparsi anche di altri fronti. Demetrio iniziò proditoriamente ad avventurarsi con atti di pirateria nel mare Adriatico, saccheggiando e distruggendo le città illiriche soggette ai Romani, e violando la clausola del trattato, navigando con 50 lembi oltre Lissa e devastando molte delle isole Cicladi. Mandò poi una consistente guarnigione a Dimale, fornita di tutti i mezzi necessari; eliminò tutti i suoi oppositori politici dalle città conquistate, affidando il governo ad amici suoi; e mise 6.000 armati a presidiare l'isola di Faro.
I Romani, al contrario, constatando la florida condizione del regno di Macedonia reagirono tempestivamente e punirono Demetrio per la sua ingratitudine e temerarietà. Essi, infatti, inviarono il console Lucio Emilio Paolo, che in brevissimo tempo occupò le principali roccaforti nemiche, a partire da quella di Dimale, conquistata in soli sette giorni, che buttò nello sconforto il nemico, tanto da dichiarare la resa. Cadde, infine, la stessa Pharos (che il console rase al suolo) e costrinse Demetrio a trovare rifugio presso Filippo V. Alla corte del re macedone Demetrio trascorse il resto della propria vita, diventandone uno dei consiglieri più ascoltati. I Romani inviarono una ambasciata presso la corte macedone, per chiederne la consegna, ma senza risultati.

### Prima guerra macedonica

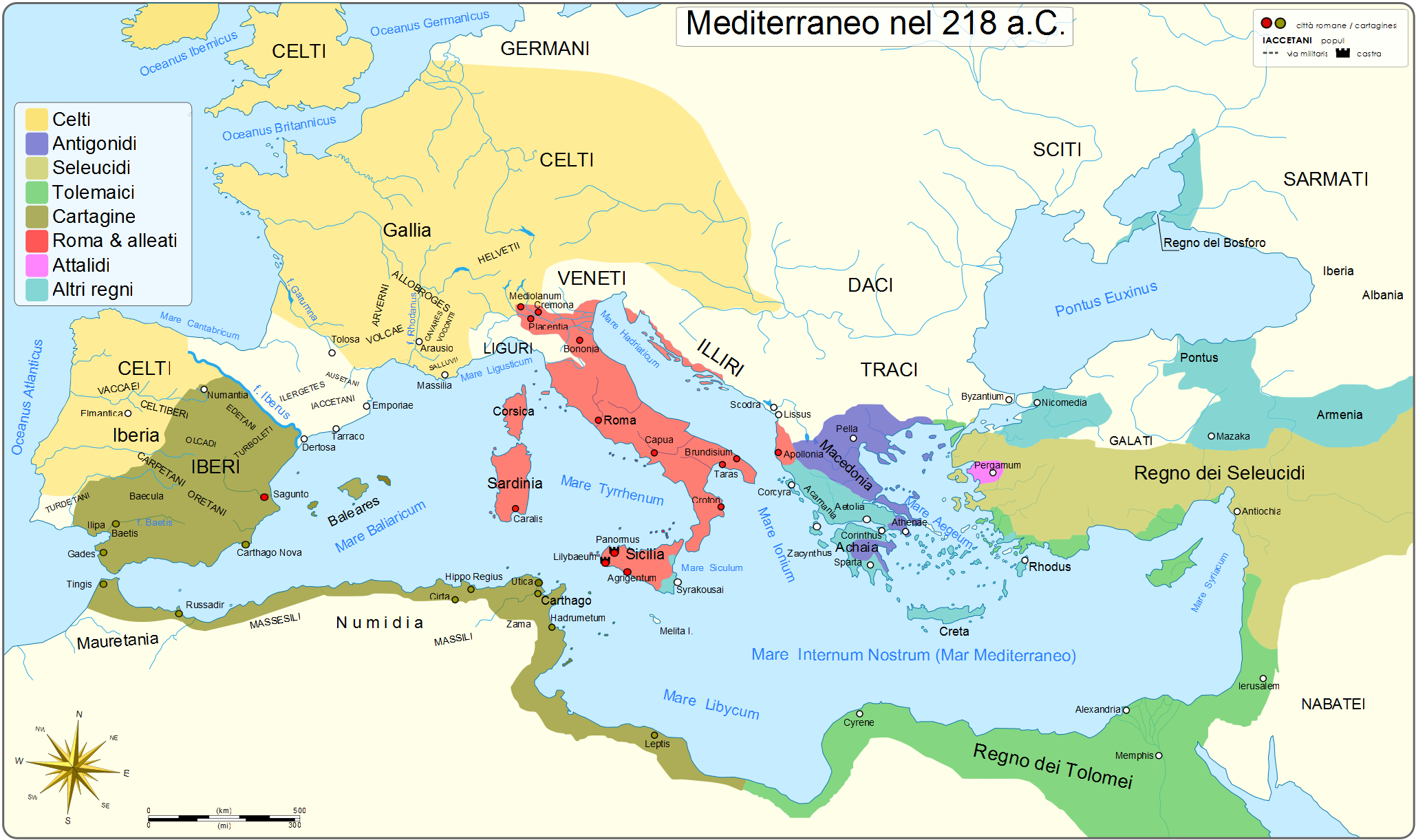
Scenario geopolitico dell'intero bacino del Mediterraneo alla vigilia della seconda guerra punica.

Nel 217 a.C. Filippo fu informato della grande vittoria cartaginese nella battaglia del lago Trasimeno e mostrò la lettera al solo Demetrio, che, probabilmente vedendo una probabilità di riconquistare il regno perduto, gli consigliò immediatamente di addivenire a una pace con gli Etoli e rivolgere la sua attenzione verso l'Italia e l'Illiria. Secondo Polibio, Demetrio avrebbe detto
Filippo il Macedone fu subito convinto da queste affermazioni di Demetrio, tanto che fu conclusa in breve tempo la pace con la Lega etolica e, dopo aver armato una nuova flotta, i macedoni iniziarono delle operazioni in Adriatico. Morì durante l'assalto a Messene nel 214 a.C.